# Tanganyika (province)
Pour les articles homonymes, voir Tanganyika.
Le Tanganyika est une province de la république démocratique du Congo créée en 2015 à la suite de la division du Katanga. Il se situe sur les rives du lac Tanganyika.

## Géographie
S'étendant sur 134 940 km2 au sud-est du pays, elle est bordée par le lac Tanganyika à l'est et est frontalière de la Tanzanie à l'est et de la Zambie au sud-est.
| Maniema     | Sud-Kivu     | Kigoma                      |
| Lomami      | Tanganyika   | Katavi Lac Tanganyika Rukwa |
| Haut-Lomami | Haut-Katanga | Septentrionale              |

Les Monts Mugita sont situés à l'est de la province.

## Territoires
La province est constituée d'une ville et de six territoires :
| CD74     | Province du Tanganyika | Province du Tanganyika | Province du Tanganyika | Province du Tanganyika |
| Code INS | Subdivision            | Chef-lieu              | Superficie (km²)       | Population             |
| -------- | ---------------------- | ---------------------- | ---------------------- | ---------------------- |
|          | Ville de Kalemie       | Kalemie                |                        | 146 974                |
| 7061     | Territoire de Kalemie  | Kalemie                | 21 155                 | 607 020                |
| 7064     | Territoire de Kabalo   | Kabalo                 | 14 779                 | 194 724                |
| 7065     | Territoire de Kongolo  | Kongolo                | 13 171                 | 363 955                |
| 7063     | Territoire de Manono   | Manono                 | 34 615                 | 337 955                |
| 7062     | Territoire de Moba     | Moba                   | 23 079                 | 420 302                |
| 7066     | Territoire de Nyunzu   | Nyunzu                 | 15 471                 | 146 310                |

## Économie

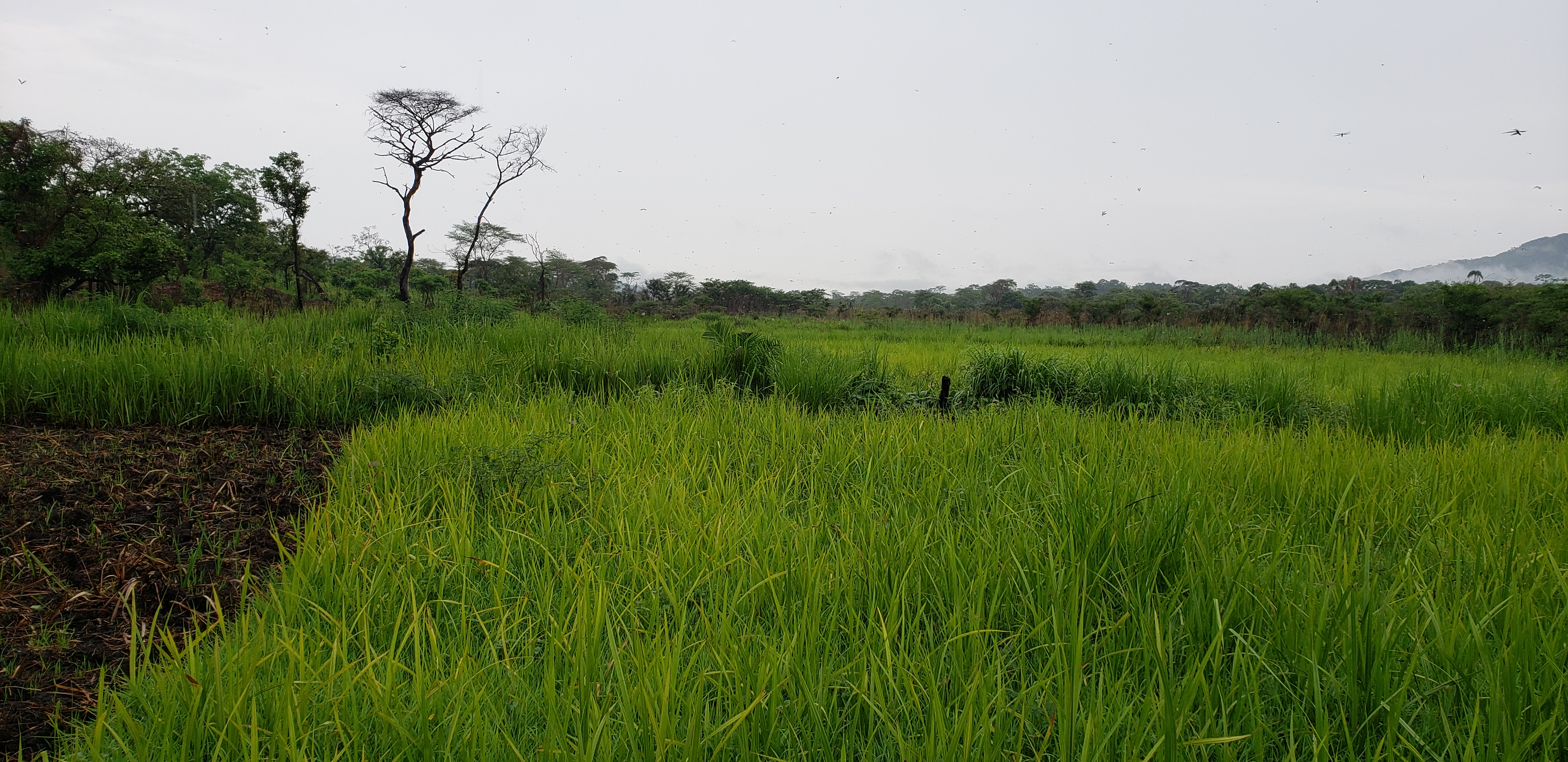
Riziculture dans la province du Tanganyika.

L'activité économique de la population locale est dominée par les mines, la pèche, l'agriculture et le commerce exercé par les Nande venus du Nord-Kivu.